# Sibin, Ba Lan
Sibin [ˈɕibin] (tiếng Đức: Zebbin)  là một ngôi làng thuộc khu hành chính của Gmina Kamień Pomorski, thuộc quận Kamień, West Pomeranian Voivodeship, ở phía tây bắc Ba Lan. Nó nằm khoảng 11 kilômét (7 mi) phía tây nam Kamień Pomorski và 54 km (34 mi) phía bắc thủ đô khu vực Szczecin.